# هنریت آکابا
هنریت آکابا (انگلیسی: Henriette Akaba؛ زادهٔ ۷ ژوئن ۱۹۹۲) بازیکن فوتبال اهل کامرون است.

وی همچنین در تیم ملی فوتبال زنان کامرون بازی کرده‌است.